# 마이크로소프트 윈도우의 역사
윈도우는 1985년에 처음 출시됐다. 이후 마이크로소프트는 윈도우에 몇 차례 커다란 변화를 주었는데 이에 따르면 윈도우는 16비트 운영 환경(1.0, 2.0), 32비트 지원 운영 환경(2.1, 3.0, 3.1, 3.11 포 워크그룹), 32비트 지원 운영 체제(95, 98, ME), NT커널의 32비트 운영 체제(윈도우 NT 3.1, 윈도우 NT 3.5, 윈도우 NT 3.51, 윈도우 NT 4.0,  윈도우 2000, 윈도우 XP, 윈도우 서버 2003, 윈도우 비스타, 윈도우 서버 2008, 윈도우 7, 윈도우 8, 윈도우 8.1, 윈도우 10), NT커널의 64비트 운영 체제(윈도우 XP Professional x64 edition, 윈도우 서버 2003, 윈도우 서버 2003 R2, 윈도우 비스타, 윈도우 서버 2008, 윈도우 7, 윈도우 서버 2008 R2, 윈도우 8, 윈도우 서버 2012, 윈도우 8.1, 윈도우 서버 2012 R2, 윈도우 10, 윈도우 서버 2016, 윈도우 서버 2019, 윈도우 서버 2022, 윈도우 11),  CE계열의 운영 체제(1.0/2.--/3.-/4.-/5.0), 윈도우 CE 6.0, 윈도우 임베디드 컴팩드 7(Thin pc, 임베디드 스텐더드 7, 임베디드 포스레디 7 포함), 8/8.1(스텐더드 8, 윈도우 임베디드 8/8.1 Industry pro 포함)의 여덟 세대로 구분할 수 있다.

## MS-DOS/윈도우 9x 기반 운영 체제
1.0판부터 3.1판(윈도우 3.11까지 포함, NT 계열부터는 제외)까지는 도스가 없으면 사용 자체가 불가능했기 때문에 운영 체제가 아닌 소프트웨어로 분류한다.

### 윈도우 1.0
윈도우 1.0은 1981년 9월에 "Interface Manager(인터페이스 매니저)"라는 이름의 프로젝트로 개발이 시작됐다. 1983년 11월에 "Windows(윈도우)"라는 명칭이 일반 대중에 처음으로 공개되었고, 1985년 11월 20일 출시되었다. MS-DOS 2.0 운영 체제와 256KB 메모리의 XT기종에서 구동이 가능하다. 윈도우용 응용 프로그램을 실행해 도스에서 불가능한 멀티태스킹과 마우스를 이용한 그래픽 작업을 할 수 있으나, 개발 당시 애플컴퓨터사(현재의 애플사)의 맥OS와 매우 비슷하다는 이유로 다음과 같은 일부 기능이 지원되지 않는다. 구체적으로는 실행 중인 여러 프로그램의 창을 서로 겹치거나 포갤 수 없었다. MS-DOS보다 인터페이스가 향상되었고, 이는 당시 애플 컴퓨터가 이 기술에 대한 소유권을 가지고 있었기 때문이다. 프로그램 창은 서로 겹칠 수 없는 대신 화면의 양옆, 위 아래에 바둑판 형태로 나열할 수 있었다. 파일 저장 여부 등을 묻는 '대화 상자' 창만이 다른 창 위에 표시될 수 있었다. 2001년 12월 31일부터 윈도우 2.0, 윈도우 2.1x, 윈도우 3.0, 윈도우 3.1x, 윈도우 NT 3.1, 윈도우 NT 3.5, 윈도우 NT 3.51, 윈도우 95, 인터넷 익스플로러 1, 2와 동시에 지원이 종료되었다.

### 윈도우 2.0 / 윈도우 2.1x
1990년 5월 22일 출시되었으며, 설치프로그램은 5.25인치 플로피 디스켓으로 다섯장이다.
- 8086 CPU에 1MB이상의 RAM을 기준으로 '기본 모드'로 사용이 가능하며, 사양이 더 좋은 컴퓨터에서는 표준 모드(80286 프로세서 필요)와 386 확장모드(80386 프로세서와 2MB이상 RAM 필요)로 동작할 수 있다.
- 인터페이스가 더욱 세련된 디자인으로 바뀌었다.
- 연속확장 메모리(XMS)와 가상 메모리를 지원해 이전판보다 더 많은 프로그램을 동시에 실행시킬 수 있다.
- 2001년 12월 31일부터 윈도우 1.0, 윈도우 2.0, 윈도우 2.1x, 윈도우 3.1x, 윈도우 NT 3.1, 윈도우 NT 3.5, 윈도우 NT 3.51, 윈도우 95, 인터넷 익스플로러 1, 2와 동시에 지원이 종료되었다.

### 윈도우 95 (버전 4.0)
1995년 8월 24일에 출시된 운영체제로 개발명은 '시카고(Chicago)'이다. 도스커널은 여전히 윈도우 3.1x를 기반으로 하고 있으나, 32비트 보호 모드와 NT계열에서 사용하던 Win32 API를 지원하고 도스 없이 자체적으로 GUI 환경으로 부팅이 가능해 운영 체제로 분류된다. 윈도우 3.1 커널을 대폭 개선해 이전 프로그램과의 호환성을 우선하면서도 안정성과 속도 모두 커다란 개선을 이뤘다.
- 이전에 쓰이던 프로그램관리자와 파일관리자 대신 탐색기와 시작 메뉴, 작업 표시줄, 바탕화면, 폴더, 바로가기 개념을 도입해 인터페이스가 직관화되었다. 또한 오른쪽 마우스 클릭을 지원한다.
- 32비트 보호 모드용 드라이버의 도입으로 성능을 개선하였다.
- 윈도우 최초로 32비트를 전면 적용했다. 하지만 호환 때문에 16비트를 같이 썼기 때문에 이 충돌로 인해 9x는 안정화 되지 못하고 블루스크린이 잦았다.
- FAT 파일 시스템을 개선한 VFAT로 긴 파일 이름을 사용할 수 있게 되었다.
- 플러그 앤 플레이 기술의 도입으로 하드웨어를 쉽게 설치/제거할 수 있다.
- 마이크로소프트 네트워크라는 유료 통신 서비스 접속용 프로그램이 번들로 제공되어 다른 PC통신 회사들의 반발을 샀다. (하지만 MS의 예상과는 반대로 인터넷의 이용이 급속히 확산되면서 2013년부터 MSN 서비스는 종료되었고 이후 스카이프로 통합되어 사용되고 있다.)
- 2001년 12월 31일부터 윈도우 1.0, 윈도우 2.0, 윈도우 2.1x, 윈도우 3.0, 윈도우 3.1x, 윈도우 NT 3.1, 윈도우 NT 3.5, 윈도우 NT 3.51, 인터넷 익스플로러 1, 2와 동시에 지원이 종료되었다.

### 윈도우 98 (버전 4.1) / 윈도우 98 SE
1998년 6월 25일에 출시된 운영체제로 개발명은 '멤피스(Memphis)'이다. 인터넷과 멀티미디어 기능을 강화한 윈도우 95의 개선판으로 파일 시스템의 강화도 뒤따랐다.
- 인터넷 익스플로러와 소켓 2를 기본으로 탑재하여 바로 인터넷을 쓸 수 있게 되었으나, 이로 인해 마이크로소프트가 반독점 혐의로 소송을 당하는 원인이 되기도 한다.
- 액티브 데스크톱을 지원해 바탕화면에 인터넷 사이트를 띄우는 등 다양한 바탕화면 구성이 가능하다.
- FAT32를 기본 파일 시스템으로 채택하여 더 많은 용량을 관리할 수 있다.
- 정상적으로 종료하지 않았을 경우, 자동으로 디스크 검사를 수행하여 오류를 바로 잡아낸다.
- AGP 버스를 지원하고, DirectX API를 기본 제공하여 게임 프로그램 지원을 강화했다.
- 빌 게이츠의 굴욕을 만들어낸 윈도우이다.(1998년 4월의 일이다.)
- 2006년 7월 11일부터 윈도우 NT 4.0 임베디드, 윈도우 98 SE, 윈도우 ME와 동시에 지원이 종료되었다.

### 윈도우 ME (밀레니엄 에디션/버전 4.9)
윈도우 밀레니엄 에디션(통칭 윈도우 Me)는 윈도우 98의 개선판으로 도스기반 윈도우의 마지막 버전. 윈도우 미디어 플레이어 7.0과 윈도우 무비 메이커를 내장하는 등 멀티미디어 지원을 강화하고, 가정에서 쉽게 사용할 수 있도록 시스템 복원기능과 파일 보호, 범용 플러그 앤 플레이 기능을 추가했다. 하지만 매우 불안정한 시스템, 잦은 블루스크린, 지나친 자원 낭비 등으로 인해 시장에서 좋은 평가를 받지 못하고 1년 만에 새로운 운영 체제인 윈도우 XP로 대체되어서 윈도우 역사상 최악의 운영 체제로 평가받는다. 윈도우 Me (밀레니엄 에디션)은 2000년 9월 14일에 출시되었고, 윈도우 NT 4.0 임베디드, 윈도우 98, 윈도우 98 SE와 동시에 2006년 7월 11일부터 지원이 종료되었다.

## 윈도우 NT 기반 운영 체제

### 윈도우 NT 3.1, 3.5, 3.51, 4.0
MS-DOS를 기반으로 동작하는 16비트 운영환경인 윈도우 3.x와는 달리 윈도우 NT는 윈도우 NT 커널을 기반으로 하는 32비트 운영 체제이다. 생김새는 윈도우 3.x와 같으며, 윈도우 3.x용 프로그램도 어느 정도 호환이 가능하다. 권한관리와 오류복구에 뛰어난 NTFS 파일 시스템을 사용하고, 32비트 응용 프로그램용 Win32 API를 적용하였으며, TCP/IP 네트워킹도 지원한다. 자주 프로그램 오류가 발생하는 윈도우 3.x와는 달리 중소규모의 서버에서도 사용할 수 있을 정도로 높은 안정성을 보여준다. 하지만 기존에 쓰이던 윈도우 3.x용 프로그램과 도스용 프로그램이 잘 동작하지 않고 하드웨어 드라이버 지원도 적어 기업시장에서만 사용되었다. x86 계열 프로세서 뿐 아니라 알파칩과 PowerPC 프로세서도 지원한다. NT 4.0은 NT 3.5의 업그레이드 버전으로 윈도우 NT커널에 윈도우 95의 인터페이스를 탑재한 제품이다. 하지만 현저히 느린 속도, 불안정한 시스템등 여러 가지 이유때문에 NT 4.0까지 개인에게는 거의 쓰이지 않았다. 그리고 이것은 마지막 도스 기반이라고 알려져 있다.
윈도우 NT 3.1, 윈도우 NT 3.5, 윈도우 NT 3.51은 윈도우 1.0, 윈도우 2.0, 윈도우 2.1x, 윈도우 3.0, 윈도우 3.1x, 윈도우 95, 인터넷 익스플로러 1, 2와 동시에 2001년 12월 31일부터, 윈도우 NT 4.0은 인터넷 익스플로러 3, 윈도우 2000 RTM 버전과 동시에 2004년 6월 30일부터, 윈도우 NT 4.0 서버는 인터넷 익스플로러 4, 윈도우 2000 서비스팩 1 버전과 동시에 2004년 12월 31일부터, 윈도우 NT 4.0 임베디드는 윈도우 98, 윈도우 98 SE, 윈도우 ME와 동시에 2006년 7월 11일부터 지원이 종료되었다.

### 윈도우 2000 (NT 5.0)
윈도우 NT 4.0의 개선판. 윈도우2K라고 명칭하기도 한다. 윈도우 2000의 출시와 동시에 마이크로소프트가 본격적으로 인터넷 서버시장에 진출한다. 액티브 디렉터리 기능이 추가되어 회사등에서 각 개인 사용자의 컴퓨터 관리를 쉽게 할 수 있고, 멀티미디어 기능이 강화되었으며, IIS가 5.0 버전으로 업그레이드 되었다. 특히 DirectX를 지원하는 등 윈도우 9x용 프로그램과의 호환성이 많이 개선되었다.
윈도우 2000은 2000년 2월 17일에 출시되었다. 윈도우 2000 RTM 버전은 윈도우 NT 4.0, 인터넷 익스플로러 3과 동시에 2004년 6월 30일부터 지원이 종료되었고, 윈도우 2000 서비스팩 1 버전은 윈도우 NT 4.0 서버, 인터넷 익스플로러 4와 동시에 2004년 12월 31일부터 지원이 종료되었으며, 윈도우 2000 서비스팩 2 버전을 포함한 일반 지원은 2005년 6월 30일 지원이 종료되었다. 윈도우 2000 서비스팩 3 버전은 2006년 10월 10일부터 지원이 종료되었으며, 윈도우 2000 서비스팩 4 버전을 포함한 연장 지원은 윈도우 XP 서비스팩 2와 동시에 2010년 7월 13일부터 지원이 종료되었다.

### 윈도우 XP (NT 5.1)
윈도우 ME에서 기존 커널의 한계에 다다른 마이크로소프트는 더 이상의 9x 버전 개발을 종료하고, 가정용 운영 체제를 윈도우 NT 기반으로 이전하기로 결정했다. 이에 따라 윈도우 2000을 기반으로 가정용 사용자를 위해 인터페이스를 개선하고 사용자 편의성을 강화한 윈도우 XP가 발표되었다. 그러나 기본 탑재된 윈도우 메신저와 윈도우 미디어 플레이어, 인터넷 익스플로러, 그리고 CD굽기 기능같은 많은 부가기능으로 인해 여러 반독점법 소송에 휘말리게 되었다.
- 일명 루나 인터페이스라 불리는 새로운 인터페이스가 등장했다.
- 윈도우 Me의 제어판과 비슷하게 초보자들이 사용할 수 있도록 했다. 필요한 경우 고전 스타일의 제어판을 사용할 수도 있다.
- 윈도우 Me에서 도입했던 시스템 복원 기능을 지원한다.
- 여러 사용자간에 쉽고 빠르게 전환할 수 있다. (빠른 사용자 전환)
- 전문가판의 경우, 원격 접속과 최대 1개의 사이트를 생성할 수 있는 인터넷 정보 서비스를 기본으로 지원한다.
- 새로운 주변 장치들을 지원한다.

윈도우 XP는 2001년 10월 25일에 출시되었다. RTM 버전은 2005년 8월 30일부터 지원이 종료되었고, 윈도우 XP 서비스팩 1 버전은 윈도우 2000 서비스팩 3 버전과 동시에 2006년 10월 10일부터 지원이 종료되었으며, 윈도우 XP는 2009년 4월 14일부터 일반 지원이 종료되었다. 다만, 지원 종료될 당시 소수의 사용자들이 사용하였으므로, 서비스팩 2 버전은 윈도우 2000과 동시에 2010년 7월 13일부터 지원이 종료되었다. 그리고 서비스팩 3 버전을 포함한 연장 지원은 2014년 4월 8일을 끝으로 종료되어, 사실상 윈도우 XP의 모든 지원은 완전히 종료되었다. 이와 동시에 인터넷 익스플로러 7, 8, 마이크로소프트 오피스 2003의 지원도 완전히 종료되었다. 그래서 후속 버전인 윈도우 10과 11으로 설치 및 업그레이드를 권장한다.

### 윈도우 서버 2003 (NT 5.2)
2003년 4월 23일 출시되었다. 서버용 제품군으로, 초기에는 윈도우 .net으로 발표하였으나, 후에 윈도우 서버 2003으로 제품명을 변경하였다.

### 윈도우 구형 PC를 위한 펀더멘털(윈도우 FLP)
윈도우 구형 PC를 위한 펀더멘털은 마이크로소프트에서 2006년 7월 8일에 출시한 윈도우 XP 서비스 팩 2 기반의 운영 체제이다. 원래의 윈도우 XP와 거의 비슷한 기능을 제공하지만 오래된 개인용 컴퓨터에 알맞게 최적화된 것이 특징이다.

### 윈도우 비스타 (NT 6.0)
코드네임 롱혼(Longhorn)으로 알려진 윈도우 비스타(비스타)는 2007년 1월 30일에 발표되었으며 윈도우 NT 기반에 속한다. 윈도우 XP와 윈도우 서버 2003을 기반으로 사용자 인터페이스에 3차원 효과인 에어로 글래스 기술을 적용해 더 세련된 디자인을 구현하여 개발 초기 단계부터 많은 사용자들의 관심을 끌었다. 윈도우용 프로그램의 새로운 인터페이스 프레임워크인 윈도우 프레젠테이션 프레임워크, XML 웹 서비스 및 리모팅 기능을 좀 더 쓰기 쉽고 강력하게 구현한 윈도우 커뮤니케이션 프레임워크, 프로그램의 실행 흐름 모델을 정의하는 윈도우 워크플로 파운데이션, 개인의 보안 기능을 저장하고 안전하게 전달할 수 있는 기능을 제공하는 윈도우 카드스페이스, 그리고 이 네 가지 기능과 함께 닷넷 프레임워크 버전 2.0까지 통합하여 닷넷 프레임워크 3.0을 제공한다. 닷넷 프레임워크 3.0은 이전에 WinFX라는 코드 네임을 가지고 있었다. 이 외에도, 윈도우 파워 셸(코드 네임: 모나드)을 지원하고, 향상된 검색기능과 사이드 바 및 사이드 바에 탑재가 가능한 사이드 바 가젯 등 바탕화면 구성요소가 강화되었다. 또한, 사이드 쇼 장치를 가지고 있는 컴퓨터 및 휴대용 PC의 경우 윈도우 비스타에서 사이드 쇼 장치를 구성할 수 있다. 윈도우 NT 3.1의 Win32 API 이후 13년 만에 윈도우 기반 기술에 커다란 변화가 이루어졌다고 볼 수 있다.
윈도우 비스타는 사용자 계정 컨트롤(UAC)을 가지고 있었는데. 이 기능은 몇몇 보안에 문제를 일으킬수도 있는 프로그램을 실행하기 전에 물어보는 기능이 있어서 보안 향상에 아주 큰 도움이 되었다. 윈도우 비스타는 인터넷 익스플로러 7, 윈도우 미디어 플레이어 11, 윈도우 디펜더 등의 새로운 프로그램을 탑재한 운영 체제이기도 하다.
하지만 호환성문제와 리소스문제가 발생하면서 많은 사용자들이 외면하였고, 결국 윈도우 XP로 다운그레이드 하거나, 윈도우 7이 출시되면서 그 운영체제로 업그레이드 하기도 했다.
윈도우 비스타 RTM 버전은 2010년 4월 13일부터 지원이 종료되었으며, 윈도우 비스타 서비스 팩 1 버전은 2011년 7월 12일부터 마이크로소프트 오피스 XP와 같이 지원이 종료되었다. 윈도우 비스타는 2012년 4월 10일부터 일반 지원이 종료되었고, 지원 종료될 당시 소수의 사용자들이 사용하였으므로, 서비스 팩 2 버전을 포함한 연장 지원은 2017년 4월 11일부터 인터넷 익스플로러 9와 같이 지원이 종료되었다. 그래서 후속 버전인 윈도우 10과 11으로 설치 및 업그레이드를 권장한다.

### 윈도우 서버 2008 (NT 6.0)
윈도우 서버 2008은 윈도우 비스타가 지원하는 새로운 네트워크 및 관리 도구들과 완전히 호환되는 새로운 버전의 윈도우 서버 운영 체제이다. 닷넷 프레임워크 3.0과 인터넷 정보 서비스 7.0 등 새로운 구성 요소들이 새롭게 포함되었으며 코어 모드의 도입으로 종전의 윈도우 서버 운영 체제들과는 다른 모습을 보여주는 것이 특징이다. 윈도우 서버 2008의 가명은 윈도우 서버 롱혼이다. 윈도우 서버 2008은 2008년 2월 4일에 제조업체에 공개되었으며, 일반 사용자들에게는 2008년 2월 27일에 공식 발표하였다.

### 윈도우 서버 2008 R2 (NT 6.1)
윈도우 서버 2008은 비스타 기반이듯 윈도우 서버 2008 R2는 윈도우 7 기반으로 구성된 서버이다.

### 윈도우 7 (NT 6.1)
윈도우 7(Windows 7)은 윈도우 비스타와 윈도우 서버 2008의 차기 버전이다. 윈도우 블랙콤(윈도우 Blackcomb)라는 코드네임으로 불렸고, 또한 2008년 1월까지는 코드네임 비엔나(Vienna)으로 불렸다. 그리고 출시되기 전 까지는 7이 코드네임이었다. 따라서 윈도우 역사상 두번째로 코드네임이 이름이 된 윈도우다. 2009년 10월 22일에 정식으로 출시되었다. 윈도우 XP의 NT 5.1커널에서 비스타의 NT 6.0커널로 옮겨오면서 많은 호환성 문제가 제기되었기에 이번에는 NT 6.1커널로 비스타의 NT 6.0커널을 업데이트만 하였다. 비스타의 호환성 문제들을 해결하기 위해 마이크로소프트에서는 윈도우 XP모드를 지원하여 윈도우 XP와 호환이 완벽하게 된다.비스타에서 문제로 제기된 메모리 점유율에 대한 사항을 많은 부분 수정했으며 사용자 인터페이스도 개선되었다. 윈도우 XP를 기반으로 한 운영 체제가 아니기 때문에 윈도우 XP에서 운영 체제를 업그레이드하는 옵션은 제공하지 않으며 윈도우 비스타에서 윈도우 7으로 업그레이드 하는 옵션은 제공된다. DirectX 11이 기본으로 들어가 있으며 개발사인 마이크로소프트가 유럽에서는 사용자들의 브라우저 선택권 침해 소송 때문에 인터넷 익스플로러 8(서비스팩 1의 경우는 일부분 인터넷 익스플로러 9)을 선택 사항으로 두었으나 대한민국에서는 별다른 움직임이 없어 익스플로러를 그대로 넣어 판매하여 논란이 되기도 하였다.
윈도우 7 RTM 버전은 2013년 4월 9일부터 지원이 종료되었으며, 윈도우 7의 일반 지원은 2015년 1월 13일부터 지원이 종료되어, 지원 종료될 당시 다수의 사용자들이 사용하였으므로, 서비스 팩 1 버전을 포함한 연장 지원은 2020년 1월 14일부터 윈도우 서버 2008, 윈도우 서버 2008 R2, 인터넷 익스플로러 9, 11과 같이 지원이 종료되었다. 그래서 후속 버전인 윈도우 10과 11으로 설치 및 업그레이드를 권장한다.

### 윈도우 8 (NT 6.2)
윈도우 8(Windows 8)은 마이크로소프트가 제작한 윈도우 7의 차기 버전이다. 버전은 윈도우 NT 6.2로 CES 2011에 공개하였다. 가정 및 비즈니스용 데스크톱, 노트북, 넷북, 태블릿 PC, 서버, 미디어 센터 PC를 포함한 개인용 컴퓨터를 대상으로 한다. 윈도우 8은 개발 초기에는 대중에게 자세하게 설명되지는 않았으나 작업 목록에는 파일 접근 기능의 개선에 대한 언급이 있었다. 그 외에도 인터넷 익스플로러 10을 사용한다. 윈도우 8은 2012년 10월 26일 전 세계 동시 출시되었다.
윈도우 8에 대한 지원은, 오는 2016년 1월 12일에 윈도우 XP 임베디드, 인터넷 익스플로러 7, 8, 9, 10과 같이 종료되었다. 터치와 시작화면에 익숙치 않은 저조한 이용자 때문에 윈도우 비스타, 윈도우 7보다 비교적 빠른 지원 종료를 맞게 되었다. 그래서 후속 버전인 윈도우 10과 11으로 설치 및 업그레이드를 권장한다.

### 윈도우 서버 2012 (NT 6.2)
윈도우 8 기반의 윈도우 서버 버전이다.

### 윈도우 8.1 (NT 6.3)
윈도우 8의 기능개선판. 커널 버전이 6.2에서 6.3으로 올라갔다. 2013년 10월 18일에 출시됐다. 인터넷 익스플로러 11을 사용하며 예전 윈도우 98과 윈도우 98 SE 관계라 생각하면 된다.
윈도우 8 사용자는 윈도우 스토어에서 무료로 다운받을 수 있다.
또 최근 2014년 4월 8일에는 윈도우 8.1의 개선판인 업데이트 1이 발표가 되었다.
윈도우 8.1의 RTM 버전은 2014년 6월 10일에 지원이 종료되었으며, 일반 지원은 2018년 1월 9일에 종료되었다. 다만, 지원 종료될 당시 다수의 사용자들이 사용하고 있으므로, 업데이트 1 버전을 포함한 윈도우 8.1의 지원은 2023년 1월 10일에 윈도우 서버 2012, 윈도우 서버 2012 R2, 인터넷 익스플로러 10, 11과 같이 종료되었다. 그래서 후속 버전인 윈도우 10과 11으로 설치 및 업그레이드를 권장한다.

### 윈도우 서버 2012 R2 (NT 6.3)
윈도우 8.1 기반의 윈도우 서버 버전이다.

### 윈도우 10 (NT 10.0)
윈도우 10(Windows 10)은 윈도우 8과 윈도우 8.1의 차기버전이며, 2015년 7월 29일에 출시되었다. 버전은 NT 10.0으로, 기존의 인터넷 익스플로러 대신 새로운 브라우저인 마이크로소프트 엣지를 추가하였다.
윈도우 10의 일반 지원은 2025년 10월 14일에 종료될 예정이며, 연장 지원은 2032년 1월 13일에 종료될 예정이다.

### 윈도우 11 (NT 10.0)
윈도우 11(Windows 11)은 윈도우 10의 차기버전이며, 2021년 10월 5일에 출시되었다. 버전은 NT 10.0이다.

## 윈도우 CE 계열

### 윈도우 CE 1.0
코드명 엘더(Alder)로, 1996년 11월 18일 출시되었다. 기기 명이 HPC(handheld PC)로 이름 붙여짐.

### 윈도우 CE 2.0
코드명 버크(birch)이며 1997년 출시되었다. 추가한 기능들은 다음과 같다.
- 256 컬러 또는 16 gray 흑백 화면의 지원
- 최대 640x240 해상도의 화면까지 지원

(이것 때문에 HPC라는 개념이 나오게 된다.)
- Pocket PowerPoint를 기본 탑재
- Pocket Outlook의 동기화 성능 향상
- TrueType 폰트의 지원
- Print 기능의 지원
- 2.0의 버그를 대폭 수정하여 2.11과 2.12가 출시되었다. (2.11과 2.12차이는 CPU지원이다.)

### 윈도우 CE 3.0
코드명 세더(cedar)로 커널기능 향상,스레드 우선을 256단계로 확대하였다. 다음과 같은 버전을 가지고 있다.
- eMbedded
- HPC 2000-업무형이라 엑셀,엑세스,워드,파워포인트 포함.
- PPC 2000

### 윈도우 CE 4.0
2001년 출시된 윈도우 CE 4.0은 다음과 같은 특징을 가지고 있다.
- 인터넷 익스플로러 5.5 채택.
- 윈도우 미디어 플레이어 8.5내장.
- MSN 인스턴트 메신저 내장.
- 3.0보다 더 나아진 전력관리.
- 신형 CPU (인텔 PXA시리즈와 같은 ARMV4i혹은 그 이상급)에 대한 최적화.

그이후 PPC 2000의 다음 버전인 PPC 2002가 윈도우 CE 4.0 바탕으로 만들어졌다.

#### 윈도우 CE 4.1와 윈도우 CE 4.2
2002년 10월 윈도우 CE 4.1이 출시되었으며, 이듬해인 2003년 9월 윈도우 CE 4.2이 출시되었다. PPC와 호환성이 높다고 알려져 있다. 다음과 같은 특징을 가지고 있다.
- 인터넷 익스플로러 6 호환
- 미디어 플레이어 9 내장
- PPC와의 호환성

### 윈도우 CE 5.0
다음과 같은 특징을 가지고 있다.
- 미디어 플레이어 버전10 지원
- 네트워크 향상
- 다이렉트X 라이브러리 추가로 인한 엔터테인먼트 강화
- 윈도우 모바일과 같은 코드 및 라이브러리 사용 및 라이브러리 대거 추가

### 윈도우 모바일
윈도우 CE를 바탕으로 만들어진 모바일 장치 운영 체제이다. 윈도우 모바일 4.5.6 이 있으며 현재는 윈도우 폰 10이 나와 있다. 윈도우 폰은 이전 운영 체제와 호환성은 없으며 디자인, 성능이 더 좋아졌다.

### 윈도우 CE 7.0
이 버전부터 Windows Embedded Compact라 부른다. Windows Embedded Compact 7로 출시. CE 6.0과 더불어 윈도우 폰 7의 기반이 됐다.

### 윈도우 CE 8.0
Windows Embedded Compact 2013으로 출시. 덧붙이면 윈도우 폰 8은 NT커널 기반이다.

## 개발 중단된 윈도우

### 윈도우 Neptune(넵튠)
윈도우 2000 프로페셔널의 가칭 윈도우 2000 홈 에디션 버전이다. 그러나 윈도우 2000이 출시된 이후 개발자팀이 전부 XP개발팀으로 이전하면서 자연스럽게 해체되었다.

### 윈도우 Nashville(내시빌)
윈도우 96으로 발표되려 했으나 마이크로소프트사 내부 사정으로 인해 윈도우 95의 OSR/1으로 OEM 디스켓으로만 출시된 제품이다.

### 윈도우 10X
윈도우 10X는 서피스 네오 등 태블릿 컴퓨터에 최적화된 운영체제를 개발했으나 2021년에 개발이 중단되었다.

## 윈도우 개발 종료
2008년 여름 마이크로소프트는 2010년 출시예정이었던 윈도우 7을 마지막으로 윈도우 시리즈를 더 이상 개발하지 않는 대신 윈도우와 전혀 다른 운영체제인 미도리라는 운영체제를 새로 개발, 대체할 것이라고 했었다. 그러나 이듬해인 2009년 10월 22일 윈도우 7이 출시되었고, 이어서 2012년 10월에 윈도우 8을 출시하기로 확정하면서, 미도리의 개발은 훨씬 뒤로 늦춰지게 되었다. 결국 2012년 10월 26일 윈도우 7의 후속버전으로 윈도우 8과 8.1 그리고 10이 출시되어 윈도우와 전혀 다른 운영 체제인 미도리는 2020년을 목표로 개발하려 했지만 2015년 결국 미도리를 포기했다.

## 표로 나타낸 윈도우 역사
| 발표연도 | 기반 | 버전 | 운영 체제 이름                                    |
| -------- | ---- | ---- | ------------------------------------------------- |
| 1985년   | 도스 | 1.01 | 윈도우 1.0                                        |
| 1987년   | 도스 | 2.03 | 윈도우 2.0                                        |
| 1988년   | 도스 | 2.1  | 윈도우 2.1                                        |
| 1988년   | 도스 | 2.0  | 윈도우/286 2.0                                    |
| 1988년   | 도스 | 2.1  | 윈도우/386 2.1                                    |
| 1990년   | 도스 | 3.0  | 윈도우 3.0                                        |
| 1992년   | 도스 | 3.1  | 윈도우 3.1                                        |
| 1992년   | 도스 | 3.1  | 윈도우 포 워크그룹 3.1x                           |
| 1993년   | NT   | 3.1  | 윈도우 NT 3.1                                     |
| 1994년   | 도스 | 3.2  | 윈도우 3.2 (중국어 간체판만을 지원했던 버전.)     |
| 1994년   | NT   | 3.5  | 윈도우 NT 3.5                                     |
| 1995년   | NT   | 3.51 | 윈도우 NT 3.51                                    |
| 1995년   | 9x   | 4.0  | 윈도우 95                                         |
| 1996년   | NT   | 4.0  | 윈도우 NT 4.0                                     |
| 1996년   | CE   | 1.01 | 윈도우 CE 1.0                                     |
| 1997년   | CE   | 2.0  | 윈도우 CE 2.0                                     |
| 1997년   | CE   | 2.01 | 윈도우 CE 2.01                                    |
| 1998년   | CE   | 2.10 | 윈도우 CE 2.10                                    |
| 1998년   | CE   | 2.11 | 윈도우 CE 2.11                                    |
| 1998년   | 9x   | 4.1  | 윈도우 98                                         |
| 1999년   | CE   | 2.12 | 윈도우 CE 2.12                                    |
| 1999년   | 9x   | 4.1  | 윈도우 98 SE                                      |
| 2000년   | NT   | 5.0  | 윈도우 2000                                       |
| 2000년   | 9x   | 4.9  | 윈도우 ME                                         |
| 2000년   | CE   | 3.0  | 윈도우 CE 3.0                                     |
| 2001년   | NT   | 5.1  | 윈도우 XP                                         |
| 2002년   | CE   | 4.1  | 윈도우 CE 4.1                                     |
| 2002년   | NT   | 5.1  | 윈도우 XP 태블릿 PC/ 윈도우 XP 미디어 센터 에디션 |
| 2003년   | CE   | 4.2  | 윈도우 CE 4.2                                     |
| 2003년   | NT   | 5.2  | 윈도우 서버 2003                                  |
| 2003년   | NT   | 5.2  | 윈도우 XP 64 비트 에디션                          |
| 2004년   | CE   | 5.0  | 윈도우 CE 5.0(윈도우 모바일 6.0)                  |
| 2005년   | NT   | 5.2  | 윈도우 XP 프로페셔널 x64 에디션                   |
| 2005년   | NT   | 5.2  | 윈도우 서버 2003 x64 에디션                       |
| 2006년   | NT   | 5.1  | 윈도우 FLP                                        |
| 2006년   | CE   | 6.0  | 윈도우 임베디드 CE 6.0(윈도우 폰 7)               |
| 2007년   | NT   | 6.0  | 윈도우 비스타                                     |
| 2007년   | NT   | 5.2  | 윈도우 홈 서버                                    |
| 2008년   | NT   | 6.0  | 윈도우 서버 2008                                  |
| 2009년   | NT   | 6.1  | 윈도우 7                                          |
| 2009년   | NT   | 6.1  | 윈도우 서버 2008 R2                               |
| 2010년   | CE   | 7.0  | 윈도우 임베디드 컴팩트 7(윈도우 폰 7)             |
| 2012년   | NT   | 6.2  | 윈도우 8, 윈도우 서버 2012                        |
| 2013년   | CE   | 8.0  | 윈도우 임베디드 컴팩트 2013                       |
| 2013년   | NT   | 6.3  | 윈도우 8.1, 윈도우 서버 2012 R2                   |
| 2015년   | NT   | 10.0 | 윈도우 10                                         |
| 2016년   | NT   | 10.0 | 윈도우 서버 2016                                  |
| 2019년   | NT   | 10.0 | 윈도우 서버 2019                                  |
| 2021년   | NT   | 10.0 | 윈도우 11                                         |
| 2022년   | NT   | 10.0 | 윈도우 서버 2022                                  |

## 같이 보기
- 운영체제의 역사